# تاریخچه برهنگی

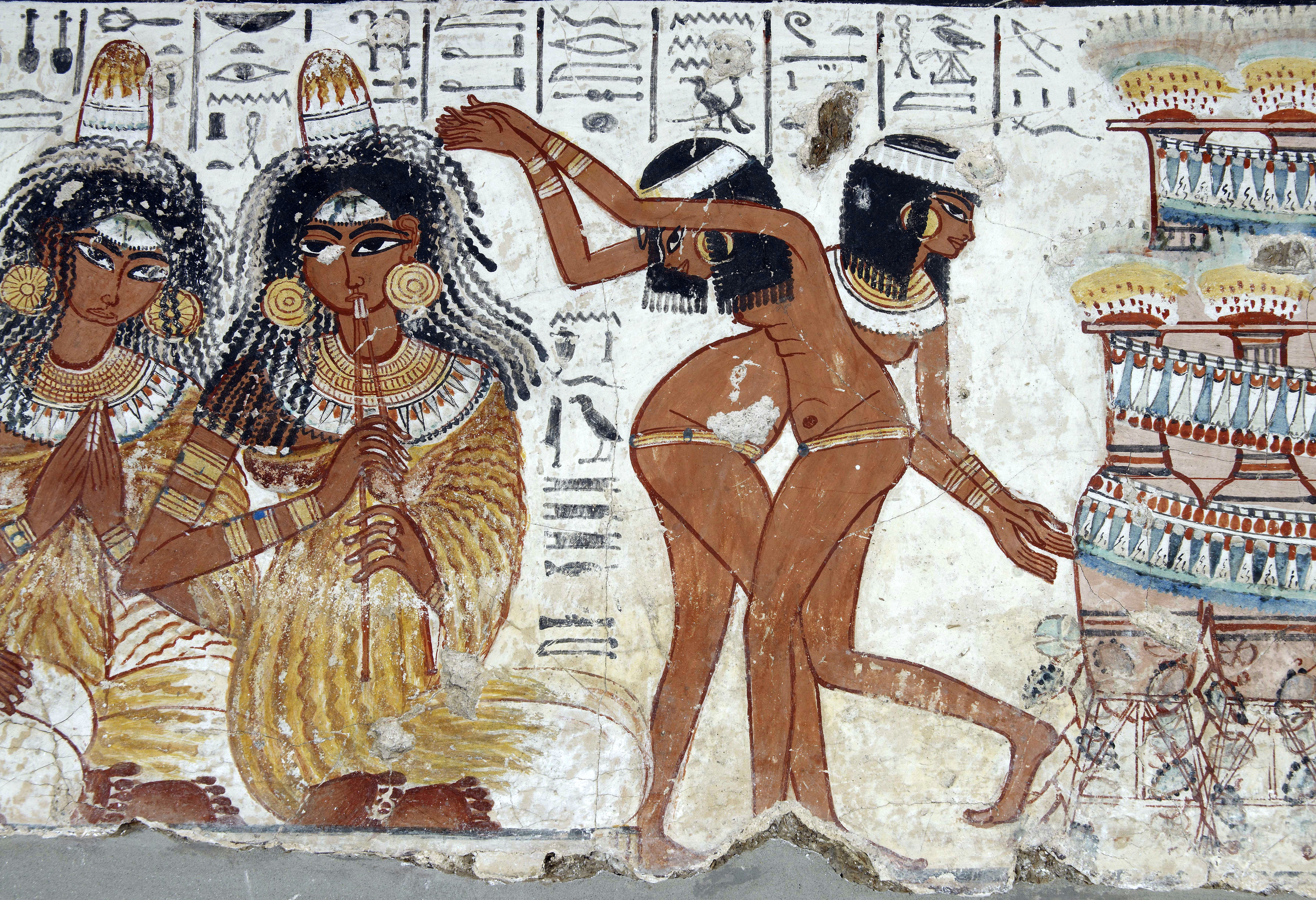
رقصنده‌های برهنه در مصر باستان

تاریخچه برهنگی شامل نگرش اجتماعی به برهنگی در فرهنگ‌های مختلف در طول تاریخ است. زمانی که انسان‌ها شروع به لباس پوشیدن کردند مشخص نیست، هرچند شواهد باستان‌شناسی نشان می‌دهد که لباس پوشیدن احتمالاً در جامعه انسانی حدود ۷۲۰۰۰ سال پیش فراگیر شده باشد.  برهنگی (یا تقریباً کامل برهنه، یا با پوشش قسمت‌های جزئی از بدن) به‌طور سنتی هنجار اجتماعی برای مردان و زنان در برخی از فرهنگ‌های شکارچی در هوای گرم بوده است و هنوز هم در میان بسیاری از مردم بومی رایج است. انسان شناسان بر این باورند که پوسته‌های حیوانی و پوشش گیاهی رفته رفته برای حفاظت از سرما، گرما و باران، به عنوان تن‌پوش استفاده شده‌اند، به ویژه در هنگام مهاجرت انسان به مکان‌هایی با آب و هوای جدید. هرچند پوشش ممکن است ابتدا برای مقاصد دیگری مانند سحر و جادو، زینت، اعتبار شخصیتی و امثال این‌ها اختراع شده باشد.
در جوامع مدرن، برهنگی کامل در مکان‌های عمومی به‌تدریج نادر شد، زیرا عریانی با طبقات اجتماعی پایین‌تر مرتبط شد. با این حال، آب‌وهوای معتدل مدیترانه‌ای امکان پوشش حداقلی را فراهم می‌کرد و در شماری از فرهنگ‌های باستانی، برهنگی مردان و پسران در فعالیت‌های ورزشی یا آیینی امری طبیعی به شمار می‌رفت. در یونان باستان، برهنگی با کمال خدایان پیوند یافت. اما در روم باستان، برهنگی کامل می‌توانست بی‌آبرویی عمومی تلقی شود، گرچه در حمام‌های عمومی یا هنر اروتیک دیده می‌شد. در جهان غرب، با گسترش مسیحیت، هرگونه نگاه مثبت به برهنگی جای خود را به مفاهیمی چون گناه و شرم داد. اگرچه در دوره رنسانس و با بازکشف آرمان‌های یونانی، تصویر برهنه در هنر دوباره معنای نمادین یافت، در دوره ویکتوریایی برهنگی عمومی به‌عنوان امری ناپسند و شرم‌آور تلقی می‌شد.
در آسیا، برهنگی عمومی بیشتر به‌عنوان نقض ادب اجتماعی در نظر گرفته می‌شد تا گناه؛ یعنی شرمساری به‌جای خجالت اخلاقی. با این حال، در ژاپن تا پیش از اصلاحات میجی، حمام‌های عمومی مختلط بین زنان و مردان امری کاملاً عادی و رایج بود.
در حالی که طبقات بالاتر جامعه لباس را به ابزاری برای مد تبدیل کرده بودند، کسانی که توان مالی نداشتند، همچنان تا قرن نوزدهم در رودخانه‌ها یا حمام‌های عمومی برهنه شنا یا استحمام می‌کردند. پذیرش برهنگی عمومی دوباره در اواخر قرن نوزدهم و اوایل قرن بیستم ظاهر شد. جنبش‌هایی با پایه‌های فلسفی، به‌ویژه در آلمان، به صنعتی شدن اعتراض کردند. جنبش فرای‌کُرپرکولتور (فرهنگ بدن آزاد) نماد بازگشت به طبیعت و زدودن احساس شرم بود. در دهه ۱۹۶۰، جنبش طبیعت‌گرایی (ناتوریسم) از یک خرده‌فرهنگ محدود به بخشی از طرد کلی محدودیت‌های مربوط به بدن بدل شد. زنان بار دیگر حق نشان دادن سینه‌هایشان در انظار عمومی را مطالبه کردند—چیزی که تا قرن هفدهم عادی تلقی می‌شد. این روند در بخش بزرگی از اروپا ادامه یافت و مناطق «پوشش اختیاری» در پارک‌ها و سواحل متعددی شکل گرفت.
با وجود تمام این تغییرات تاریخی در کشورهای توسعه‌یافته، فرهنگ‌هایی در نواحی گرمسیری مانند جنوب صحرای آفریقا و جنگل‌های آمازون، همچنان به سنت‌های خود پایبند مانده‌اند و در زندگی روزمره به‌صورت جزئی یا کامل برهنه هستند.

## دوران پیشاتاریخ

### فرگشت بدون‌مویی
بدن نسبتاً بدون موی انسان خردمند (هومو ساپینس) نیازمند توضیحی زیستی است، چراکه در دیگر نخستی‌ها، خز برای محافظت در برابر تابش فرابنفش خورشید، جراحت، زخم و نیش حشرات تکامل یافته است. نظریه‌های مختلفی ارائه شده‌اند؛ از جمله اینکه از دست دادن خز مزیتی برای خنک شدن بدن بوده، زمانی که انسان‌های اولیه از جنگل‌های سایه‌دار به دشت‌های باز مهاجرت کردند. این جابه‌جایی همراه با تغییر در رژیم غذایی از گیاه‌خواری به شکار بود، که نیاز به دویدن‌های طولانی برای تعقیب شکار ایجاد می‌کرد.
توضیح دیگر این است که خز محل مناسبی برای زندگی انگل‌های خارجی مانند کنه‌هاست، که با تشکیل گروه‌های انسانی بزرگ‌تر و زندگی در مکان‌های دائمی، می‌توانستند دردسرساز شوند. با این حال، این فرض با واقعیت وجود انگل‌های فراوان در نواحی پرموی باقی‌مانده بدن انسان در تناقض است.
«جابلونسکی» و «چپلین» معتقدند که انسان‌تباران اولیه (همچون شامپانزه‌های مدرن) پوستی روشن با موی تیره داشته‌اند. با از دست دادن خز، پوست تیره با ملانین بالا به‌عنوان محافظی در برابر تابش UV تکامل یافت. سپس با مهاجرت انسان‌ها به خارج از نواحی گرمسیری، رنگ پوست به‌تدریج روشن‌تر شد تا تولید ویتامین D3 از طریق تابش UVB ممکن شود.
ریزش موی بدن، نقشی کلیدی در جنبه‌های مختلفی از فرگشت انسانی داشت. توانایی دفع گرمای اضافی از طریق عرق کردن توسط غدد اکرین، امکان رشد چشمگیر مغز—که حساس‌ترین اندام نسبت به دماست—را فراهم کرد. برهنگی و هوش همچنین نیاز به توسعه روش‌های غیرکلامی برای ارتباط را پدیدآورد، مانند سرخ شدن صورت یا حالات چهره. این ارتباطات غیرکلامی با ابداع زیورآلات بدنی تقویت شد؛ اموری که در شناسایی اجتماعی و تعلق به گروه نیز نقش داشتند.

### منشأ پوشاک
پوشیدن لباس، رفتاری انطباقی در نظر گرفته می‌شود که برای محافظت در برابر عوامل محیطی پدید آمده است—از جمله نور خورشید (در جمعیت‌های دارای پوست روشن) و سرما، به‌ویژه با مهاجرت انسان‌ها به مناطق سردسیر. برآورد می‌شود که انسان مدرن آناتومیکی حدود ۲۶۰٬۰۰۰ تا ۳۵۰٬۰۰۰ سال پیش تکامل یافته است.
تحلیل ژنتیکی نشان می‌دهد که شپش لباس حداقل ۸۳٬۰۰۰ سال پیش و احتمالاً تا ۱۷۰٬۰۰۰ سال پیش از اجداد شپش سر جدا شده است؛ که این امر نشان‌دهنده آن است که استفاده از پوشاک احتمالاً با انسان‌های مدرن در آفریقا آغاز شده و پیش از مهاجرت به مناطق سردسیر شکل گرفته است.
آنچه امروز «پوشاک» نامیده می‌شود، ممکن است در کنار انواع دیگر تزئینات بدنی مانند جواهرات، رنگ‌های بدن، خال‌کوبی‌ها و دیگر اصلاحات بدنی شکل گرفته باشد—نوعی «پوشش» که لزوماً برای پنهان‌سازی بدن استفاده نمی‌شد.
آرایش و تزیین بدن یکی از تغییراتی بود که در دوره پارینه‌سنگی پسین (۴۰٬۰۰۰ تا ۶۰٬۰۰۰ سال پیش) رخ داد و نشان می‌دهد که انسان نه‌تنها از نظر آناتومیکی، بلکه از نظر فرهنگی و روانی نیز مدرن شده بود؛ با توانایی تفکر درونی، خودآگاهی و تعامل نمادین.

### آگاهی از خود و هنر ابتدایی

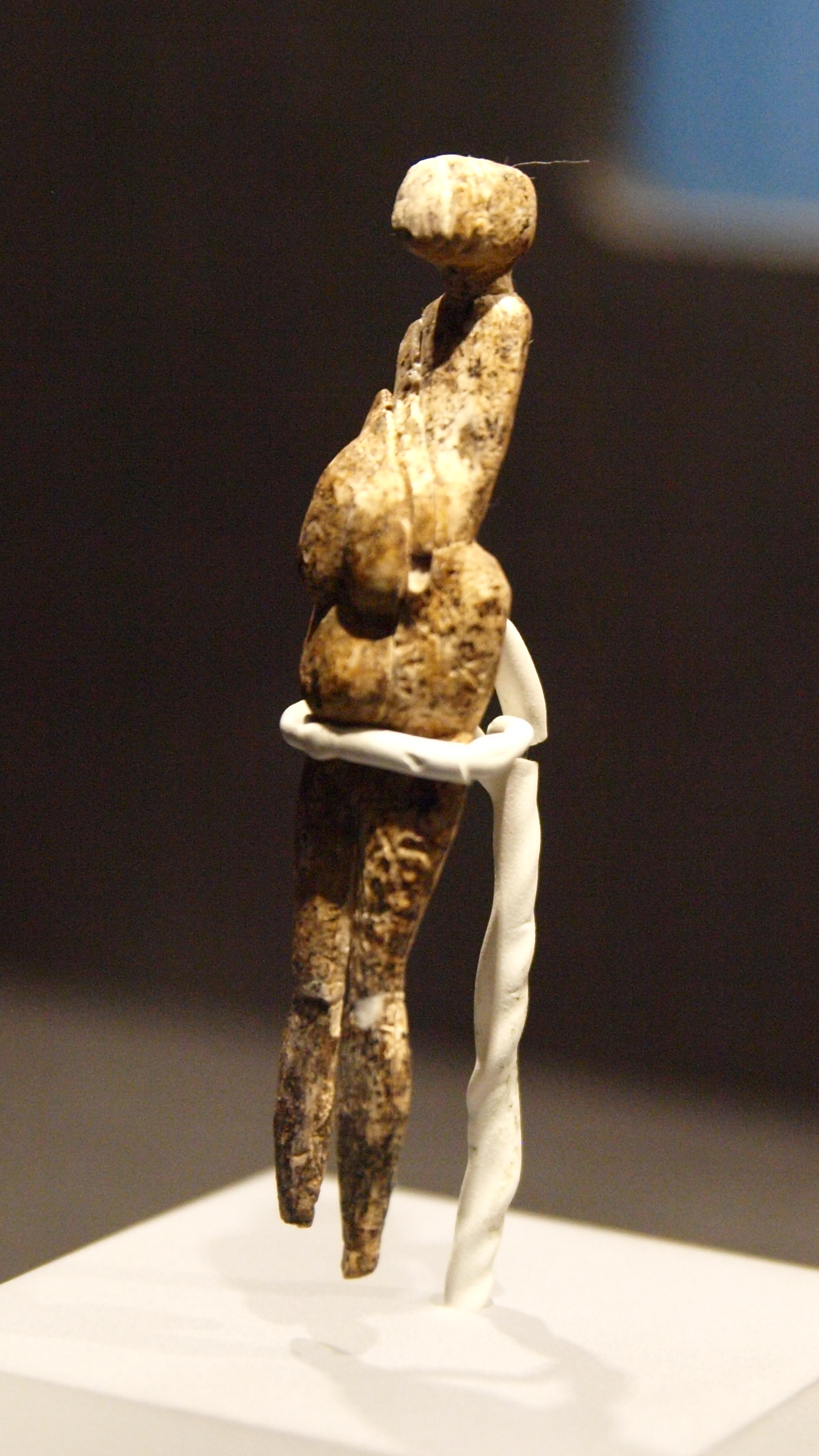
مجسمه عاج ماموت از گاگارینو، روسیه (حدود ۲۳٬۰۰۰ سال پیش)

یکی از نشانه‌های آگاهی از خود، ظهور هنر بود. نخستین بازمانده‌های هنری بدن انسان، مجسمه‌های کوچکی هستند که در سراسر اوراسیا پیدا شده‌اند و به‌طور کلی «ونوس‌ها» نام گرفته‌اند—گرچه برخی از آن‌ها مذکر یا نامشخص هستند. در حالی که معروف‌ترین مجسمه‌ها بدنی چاق دارند، برخی دیگر باریک‌ترند اما نشان‌دهنده بارداری هستند. این ویژگی به‌طور کلی نماد باروری در نظر گرفته می‌شود.

## تاریخ باستان
استفاده گسترده و عادت‌گونه از پوشاک یکی از نشانه‌های پایان دوران نوسنگی و آغاز تمدن به‌شمار می‌رود. پوشاک و زیورآلات به بخشی از ارتباط نمادین تبدیل شدند که عضویت فرد در جامعه را نشان می‌دادند. از این رو، برهنگی در زندگی روزمره نشانه‌ای از پایین‌ترین جایگاه اجتماعی، بی‌اعتباری و بی‌مقام بودن بود. با این حال، برهنه بودن در هنگام کار یا استحمام کاملاً رایج بود و خدایان یا قهرمانان ممکن بود به‌صورت برهنه نمایش داده شوند تا نماد باروری، قدرت یا پاکی باشند. برخی تصاویر نیز به‌صورت ظریف یا آشکار ماهیت اروتیک داشتند و حالات تحریک‌آمیز یا فعالیت جنسی را نشان می‌دادند.

### بین‌النهرین
در بین‌النهرین، اکثر مردم تنها یک پوشش ساده داشتند، معمولاً تکه‌ای از پارچه کتان که به دور بدن پیچیده و گره زده می‌شد. نداشتن لباس به معنای قرار داشتن در پایین‌ترین جایگاه اجتماعی، بدهکار بودن، یا در مورد بردگان، عدم دریافت لباس از سوی مالک بود.
در دوره اوروک، کاربرد عملی و کارکردی برهنگی برای انجام بسیاری از کارها پذیرفته شده بود، اما برهنگی کارگران به‌طور ضمنی بر تفاوت اجتماعی میان خدمتکاران و طبقه نخبه که پوشیده بودند، تأکید داشت.
نمایش برهنگی در پیکره‌سازی، اغلب معنایی مثبت داشت؛ به‌ویژه در ارتباط با باروری زنان، با پستان‌های بزرگ و لگن‌های پهن. این‌که برهنگی با شرم جنسی همراه بوده، احتمالی است که شاید از تفسیرهای متأخرتر ناشی شده باشد. برهنگی مردان در هنر بیشتر نشان‌دهنده شکست در جنگ یا مرگ بود.
هویت الهه‌ای که در نقش‌برجسته برنی به تصویر کشیده شده همچنان موضوع بحث‌های علمی است؛ برخی آن را لیلیت، برخی ایشتار/اینانا یا کلیلی (پیام‌رسان ایشتار)، و برخی دیگر ارشکیگال می‌دانند.
- تندیس مرد برهنه ریش‌دار (احتمالاً شاه-کاهن)، دوره اوروک، حدود ۳۳۰۰ پیش از میلاد
- نقش‌برجسته گیلگمش، قهرمان-شاه اوروک، در حال نبرد با «گاو آسمان»
- تندیس الهه بابلی (عشتروت یا اینانا)
- نقش برجسته برنی (Burney Relief)، امپراتوری بابل کهن، حدود ۱۸۰۰ پیش از میلاد

### مصر باستان

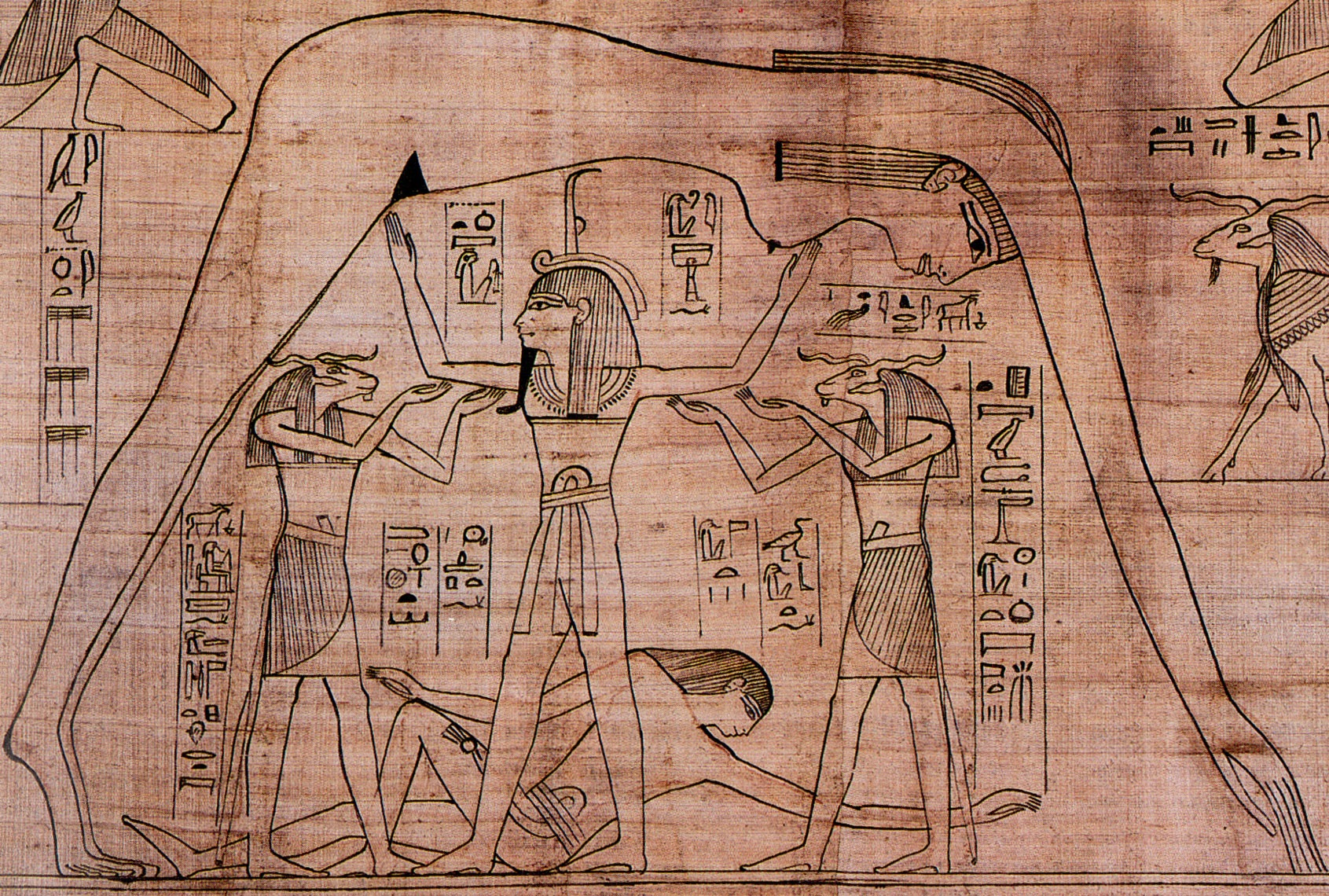
الههٔ آسمان نوت به‌صورت زنی برهنه به تصویر کشیده شده است که بدن خمیده‌اش را بر روی خدای زمین گب، که در حال دراز کشیدن است، خم کرده و توسط خدای هوا، شو، نگه داشته می‌شود.

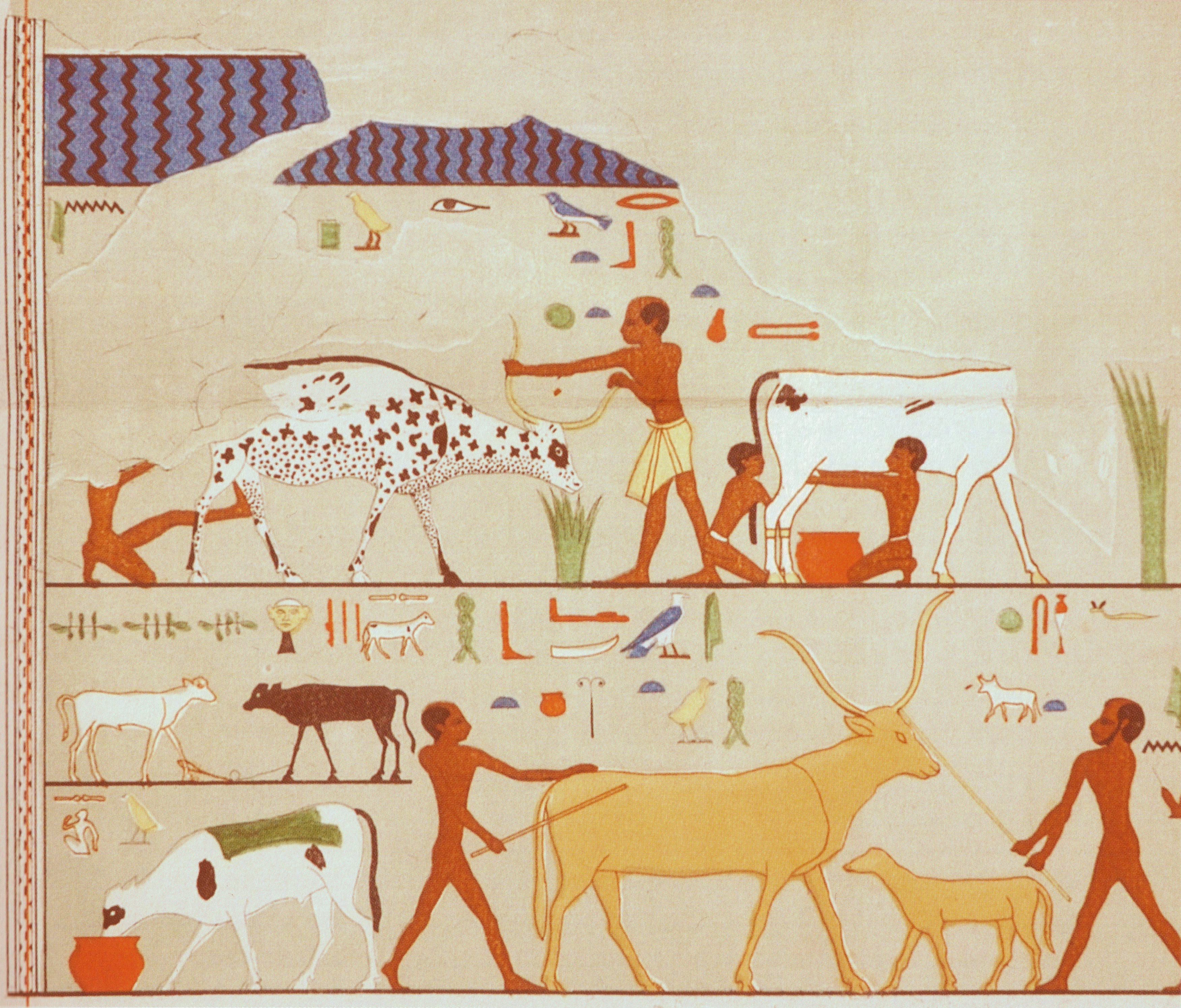
صحنه‌هایی که بر روی گچ سفید نقاشی شده‌اند، متعلق به دودمان پنجم مصر (حدود ۲۵۰۰ تا ۲۳۰۰ پیش از میلاد) و واقع در نکروپلیس ابو صیر در مصر هستند.

مدها در مصر باستان بیش از هزاران سال تغییر نکردند. مصریان باستانی حداقل لباس را می‌پوشیدند. هم مردان و هم زنان از طبقات پایین‌تر معمولاً با سینه و پای برهنه تردد می‌کردند و تنها کمربند ساده در اطراف کمر خود. به علاوه بردگان معمولاً چیزی نمی‌پوشیدند. زنان ثروتمندتر معمولاً دارای یک کلاسیریز، لباس هایی از پارچه کتانی که تا بالا یا زیر سینه را می‌پوشاند. کودکان تا زمانی که سن بلوغ، حدود سن ۱۲ سالگی، بدون لباس بودند.  در میان طبقات بالا، وضعیت اجتماعی کودکان با جواهرات مشخص می‌شد، نه لباس. همان‌گونه که انسان‌ها برهنه متولد می‌شدند، در جهان پس از مرگ نیز برهنه بودند—البته در بدنی جدید و در اوج جوانی.
مصریان باستان حداقل لباس را می‌پوشیدند و در تعدادی از فرهنگ‌های مدیترانه ای قدیم، برهنگی در ورزش برای مردان و پسران یک رفتار عادی در فرهنگشان بود. در روم باستان، برهنگی یک رسوایی عمومی در نظر گرفته می‌شد و حتی ممکن بود در محیط‌های سنتی توهین آمیز یا ناخوشایند باشد، هرچند که در حمام عمومی یا در هنر وابسته به عشق شهوانی کاملاً دیده می‌شود. در ژاپن، تا پیش از اصلاحات میجی، برهنگی عمومی کاملاً طبیعی و عادی بود. در قاره اروپا، تابوهای برهنگی در دوران عصر روشنگری و دوران ویکتوریا شروع به رشد کرد، برهنگی عمومی منزجرکننده بود. در سالهای اولیه قرن بیستم، جنبش مدرن برهنه گرایی شروع به توسعه کرد.
اگرچه معمولاً اندام تناسلی بزرگسالان پوشیده بود، برهنگی در مصر باستان برخلاف هنجارهای اجتماعی تلقی نمی‌شد، بلکه اغلب نشانه‌ای از فقر بود؛ کسانی که استطاعت مالی داشتند، بدن خود را بیشتر می‌پوشاندند. برهنگی به‌عنوان وضعیتی طبیعی در نظر گرفته می‌شد. کارگران هنگام انجام بسیاری از کارها، به‌ویژه اگر دمای هوا بالا یا محیط آلوده یا خیس بود، برهنه بودند—مانند کشاورزان، ماهیگیران، چوپانان و کسانی که نزدیک آتش یا تنور کار می‌کردند.
در هنر مصر باستان، الهه آسمان، نوت، اغلب به‌صورت زنی برهنه به تصویر کشیده می‌شود که بدنش بر روی خدای زمین، گب، خم شده و توسط خدای هوا، شو، نگه داشته می‌شود.
در دوره آغازین دودمانی (۳۱۵۰–۲۶۸۶ پیش از میلاد) و پادشاهی کهن (۲۶۸۶–۲۱۸۰ پیش از میلاد)، اکثریت مردان و زنان لباس‌هایی مشابه می‌پوشیدند. دامن‌هایی به نام شندیط (shendyt) که از لنگ‌های اولیه تکامل یافته بودند و به دامن‌های اسکاتلندی شباهت داشتند، پوشاک رایج مردان بودند. زنان طبقات بالا اغلب کالاسیریس (kalasiris) به تن داشتند—لباسی از کتان نازک و آزاد که تا بالای سینه یا کمی پایین‌تر می‌رسید. خدمتکاران زن و سرگرم‌کنندگان در مهمانی‌ها، نیمه‌پوشیده یا برهنه بودند.
در دورهٔ دودمان پنجم (حدود ۲۵۰۰–۲۳۰۰ پیش از میلاد) در نکروپلیس ابو صیر، صحنه‌هایی بر روی گچ سفید نقاشی شده‌اند که بازتابی از زندگی و پوشاک آن زمان‌اند.
در دوره نخست میانی (۲۱۸۱–۲۰۵۵ پیش از میلاد) و پادشاهی میانه (۲۰۵۵–۱۶۵۰ پیش از میلاد)، لباس برای عموم مردم تقریباً همان باقی ماند، اما مد در میان طبقات بالا پیچیده‌تر شد.
در دوره دوم میانی (۱۶۵۰–۱۵۵۰ پیش از میلاد)، بخش‌هایی از مصر تحت کنترل نوبه‌ای‌ها و مردم سامی‌تبار هیکسوس قرار گرفت. در دوران کوتاه پادشاهی نوین (۱۵۵۰–۱۰۶۹ پیش از میلاد)، مصری‌ها بار دیگر کنترل کشور را به دست گرفتند. زنان طبقات بالا لباس‌های پیچیده‌تر و تزئین‌شده‌تری می‌پوشیدند که سینه‌هایشان را نیز می‌پوشاند. خدمهٔ خانه‌های ثروتمندان نیز شروع به پوشیدن لباس‌های شکیل‌تری کردند. این سبک‌های متأخر اغلب در فیلم‌ها و برنامه‌های تلویزیونی به‌اشتباه به‌عنوان سبک رایج تمام دوران‌های مصر باستان به تصویر کشیده می‌شوند.

### یونان باستان
- یک کوروس (κοῦρος)، یک تصویر باستانی از برهنه مرد ایده‌آل
- نمونه ای از آفرودیت
- سه زن جوان در حال حمام کردن(۴۴۰–۴۳۰ پ. م)
- دیسک‌پران قرن پنجم مایرون، در موزه بریتانیا

برهنگی مردانه در یونان باستان بیش از هر فرهنگ دیگری، چه پیش از آن و چه پس از آن، گرامی داشته می‌شد.
هزیود، نویسنده منظومه تئوگونیا که دربارهٔ خاستگاه و نسب خدایان یونانی است، توصیه می‌کرد:
«اگر می‌خواهی همهٔ میوه‌های دمتر را در فصل خود برداشت کنی، باید برهنه بکاری، برهنه شخم بزنی، و برهنه درو کنی.»
در فرهنگ یونانی، آزادی، مردانگی، امتیاز اجتماعی و فضیلت بدنی با کنار گذاشتن پوشاک روزمره و انجام ورزش به صورت برهنه به نمایش گذاشته می‌شد. برهنگی به نوعی «لباس آیینی» تبدیل شد، چرا که بدن برهنه با زیبایی و قدرت خدایان مرتبط تلقی می‌گردید.
تصویر زن برهنه در هنر از قرن پنجم پیش از میلاد به‌عنوان سوژه‌ای هنری پدیدار شد و صحنه‌هایی از زنان در حال استحمام در داخل و خارج خانه را به تصویر می‌کشید. این تصاویر اغلب حالتی منفعل داشتند و بیانگر جایگاه نابرابر زنان در جامعه در مقایسه با مردان قهرمان و ورزشکار برهنه بودند.
در اسپارت در دوره کلاسیک، زنان نیز در فعالیت‌های ورزشی آموزش می‌دیدند. اختلاف‌نظرهایی میان پژوهشگران وجود دارد که آیا زنان نیز برهنه در رقابت‌ها شرکت می‌کردند یا خیر، زیرا واژه یونانی gymnosis (γύμνωσις) هم برای «برهنه» و هم برای «نیمه‌برهنه» به کار می‌رفت. ممکن است زنان در مسابقاتی خاص مانند دو یا کشتی شرکت می‌کرده‌اند، چراکه این‌ها با اهداف پرورش استقامت بدنی هماهنگ بودند.
اما به‌طور کلی پذیرفته شده است که در دوران کلاسیک، زنان اسپارتی تنها در آیین‌ها و مناسک مذهبی خاص برهنه ظاهر می‌شدند. در دوره هلنیستی، زنان اسپارتی با مردان تمرین می‌کردند و در تعداد بیشتری از مسابقات ورزشی شرکت داشتند. با این حال، برخلاف حمام‌های مختلط روم باستان، حمام‌ها در یونان هلنیستی از نظر جنسیتی جدا بودند.
یونان باستان در زمینه زیبایی‌شناسی علاقه‌ای ویژه داشت، چه در زمینه پوشش و چه در نبود آن. در اسپارت، آموزش‌های سخت‌گیرانه‌ای به‌نام آگوگه (ἀγωγή) وجود داشت که تمرینات بدنی در آن به‌صورت برهنه انجام می‌شد. ورزشکاران نیز در رویدادهای عمومی ورزشی برهنه رقابت می‌کردند.
زنان اسپارتی، همچون مردان، گاهی در رژه‌ها و جشنواره‌های عمومی به‌صورت برهنه ظاهر می‌شدند. هدف این کار تشویق مردان به فضیلت در هنگام جنگ، و تقویت درک سلامت بدنی در میان زنان بود.
در مجسمه‌سازی دوره کلاسیک، زنان و الهه‌ها معمولاً با لباس به تصویر کشیده می‌شدند، به‌جز مواردی معدود مانند آفرودیته برهنه.

#### دیدگاه‌های فرهنگی و اجتماعی
با این حال، در سایر نقاط یونان و دنیای باستانی شرق و غرب، مفاهیمی مانند شرم، توهین، یا راحتی اجتماعی مانع از برهنگی عمومی می‌شد—مگر در برخی جوامع بومی در آمریکای جنوبی، آفریقا و استرالیا.
پولیبوس، مورخ یونانی، می‌نویسد که سلت‌ها معمولاً برهنه می‌جنگیدند:
«ظاهر این جنگجویان برهنه صحنه‌ای ترسناک بود، چرا که همگی مردانی با بدن‌هایی نیرومند و در اوج جوانی بودند.»
در فرهنگ یونانی، تصاویر اروتیک برهنگی امری معمول و پذیرفته‌شده بود. یونانیان خود نیز آگاه بودند که نگرششان نسبت به برهنگی خاص است. آن‌ها می‌گفتند:
«در سرزمین‌هایی که تحت سلطه بربرها هستند، این رسم ناپسند شمرده می‌شود؛ و دلدادگی به پسران جوان با همان بدنامی‌ای مواجه می‌شود که فلسفه و ورزش‌های برهنه، چرا که این‌ها با استبداد ناسازگارند.»
خاستگاه برهنگی در ورزش یونانی به افسانه‌ای دربارهٔ ورزشکاری به‌نام اورسیپوس اهل مگارا بازمی‌گردد که گفته می‌شود اولین ورزشکار برهنه در المپیک بوده است.